# Јаков Обреновић
Јаков Обреновић (Брусница код Горњег Милановца, 1767 – 1811/1817) био је брат војводе Милана Обреновића.
Родослов Обреновића почиње са Обреном Мартиновићем (? – 1777) и Вишњом Урошевић (? – 1817), који су склопили брак 1765. године и имали синове Јакова и Милана и ћерку Стану. Обрен је био из Бруснице, а Вишња из Доње Трепче.

## Биографија

### Детињство
Још као мали дечак, Јаков са својим братом и сестром остаје без оца, а мајка му се између 1779. и 1781. године преудаје за Теодора Михајловића из Горње Добриње, са којим у браку добија родоначелника краљевске династије Обреновић кнеза Милоша (1783 – 1860), прадеду последњег потомка краљевске лозе – блаженопочившег краља Александра Обреновића. За то време на своме заједничком имању у Брусници остају Јаков и Милан и старање о њима преузима њихов стриц Иван Мартиновић. Ни други Вишњин брак није био дугог века па тако она остаје без мужа, јер Теодор умире 1802. године. Годину дана по његовој смрти Јаков одлази у Горњу Добрињу и са собом доводи у Брусницу мајку са своја три полубрата.

### Брак
Господар Јаков Обреновић у браку са Ђурђијом (? – 1847) добија синове Самуила, Петра и Ђорђа (Ђоку), као и кћери Мирјану, Дмитру и Ружу.
Поуздано се зна да је Самул био архимандрит манастира Каленић, којег је и обновио. Умро је у Цариграду 1824. године.
Мирјану, своју синовицу, лично је удао стриц Милош Обреновић и то за Стефана Стевчу Михаиловића, који је данас значајан по „Мемоарима” објављеним 1813. године. Познат је и опис њиховог упознавања у кнежевом конаку у Крагујевцу, као и договора око свадбе и њеног спровођења у дело.
Ћерка Дмитра (1818 – 1878) била је удата за Трифуна Новаковића из Бреснице.

### Здравствено стање и смрт
Проблеми са здрављем нису дозволили Јакову да остави неке значајније трагове у својој биографији. Поуздано се зна да је помагао устанике, али да није имао учешћа у борбама. Јаков остаје у Брусници. Такође, и у Другом српском устанку господар Јаков је устанике помагао из позадине, колико је то било у његовој моћи. Ипак, савладан својом болешћу умире у 44/50. години живота.
Господар Јаков Обреновић са супругом Ђурђијом и војвода Милан Обреновић са супругом Стојом, сахрањени су у порти цркве Светог Николе у Брусници. Потомци господара Јакова почивају, углавном, на старом Брусничком гробљу. Надгробни белези Стоје, Јакова и Ђурђије Обреновић, односно њиховог ујака Димитрија Урошевића, израђени су од камених или мермерних плоча као идејно решење тадашњих локалних и углавном самоуких клесара. Начињени су у облику крста или класичног стуба. На њима се налази довољно очуваних података чиме они делују као доказ о пореклу и породичним везама династије Обреновић.
Пред општинским судом у Горњем Милановцу 44 особе, међу којима су Предраг Обреновић Јаковљевић, Живомир Јаковљевић, Зоран Јаковљевић и други, доказали су да су директни потомци по правој мушкој линији Јакова Обреновића. Број решења је П1 344/04. Своје порекло доказали су и Србољуб и Слободан Јаковљевић решењем П1 бр. 355/03.